# Піттенгарт
Піттенгарт (нім. Pittenhart) — громада в Німеччині, розташована в землі Баварія. Підпорядковується адміністративному округу Верхня Баварія. Входить до складу району Траунштайн. Складова частина об'єднання громад Обінг.
Площа — 27,93 км2. Населення становить 1863 ос. (станом на 31 грудня 2020).